# Степняки (Самарская область)
Степняки — посёлок в Приволжском районе Самарской области. Входит в состав сельского поселения Новоспасский.

## История
В 1973 г. Указом Президиума ВС РСФСР поселок отделения № 2 совхоза «Приволжье» переименован в Степняки.

## Население
| 2010 |
| ---- |
| 658  |